# Tribbles

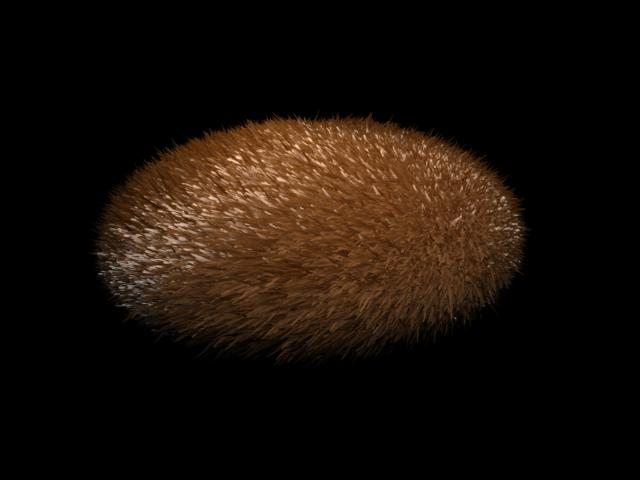
Tribble

Tribbles (naar het Engelse troubles = problemen) zijn een fictieve diersoort in de televisieserie Star Trek. Hun thuisplaneet is Iota Geminorium IV in de Klingonruimte.

## Fysiologie en voorkomen
Tribbles zien eruit als harige licht-langwerpige bollen ongeveer de grootte van een rugbybal. Ze bestaan in verschillende kleuren. Tribbles hebben een dierlijke intelligentie en lijken niet erg mobiel. Hun voornaamste eigenschap is de mogelijkheid om zich enorm snel voort te planten. Er wordt soms gezegd dat een tribble zwanger geboren wordt.
Tribbles zijn vanwege hun uiterst schattige uiterlijk geliefde troeteldieren. Op vele planeten zijn ze echter verboden vanwege de risico's rondom hun enorme voortplantingsdrang. Deze groep planeten is inclusief iedere planeet in het Klingonrijk, omdat Klingons Tribbles als een van hun gevaarlijkste vijanden beschouwen. Het was een Klingon invasievloot die ergens tussen Star Trek: The Original Series en Star Trek: The Next Generation het ras der Tribbles uitroeide. Later zijn Tribbles echter weer ingevoerd door tijdreizigers. Hoe het Klingonrijk hierop reageerde is onbekend.

## Tribbles in Star Trek
Tribbles komen voor in de volgende bioscoopfilms en episodes van Star Trek:
- The Original Series: The Trouble with Tribbles: tribbles worden voor het eerst geïntroduceerd, ze overwoekeren het station K-7.
- Star Trek III: The Search For Spock: tribbles zijn te zien in een bar op Aarde.
- The Next Generation: When the Bow Breaks: in deze aflevering is een kind te zien dat met een tribble speelt.
- Deep Space 9: Trials and tribble-ations: De bemanning van de Defiant komt per ongeluk in het verleden terecht en raakt onvrijwillig betrokken bij het K-7 incident. Tribbles worden meegebracht bij het terugkeren naar Deep space Nine en overwoekeren ook dat station.
- Enterprise: The Breach: dr Phlox toont een tribble aan Hoshi en vertelt dat op hun thuisplaneet veel reptielen leven die de populatie onder controle houdt.
- Star Trek Into Darkness: Tegen het einde van de film experimenteert Dr. McCoy met een tribble waaruit hij concludeert dat het bloed van Khan het leven van Captain Kirk kan redden.
- Star Trek Discovery: In het eerste seizoen houdt captain Lorca een tribble als huisdier.